# ベクトル測度
数学の分野におけるベクトル測度（ベクトルそくど、英: vector measure）とは、ある集合族上で定義される、ある特定の性質を備えたベクトル値関数である。非負実数値のみを取る測度の概念の一般化である。

## 定義と第一の帰結
集合体 {\displaystyle (\Omega ,{\mathcal {F}})} とバナッハ空間 {\displaystyle X} が与えられたとき、有限加法的ベクトル測度（あるいは、簡潔に測度）とは、{\displaystyle {\mathcal {F}}} 内の任意の互いに素な集合 {\displaystyle A} と {\displaystyle B} に対して
{\displaystyle \mu (A\cup B)=\mu (A)+\mu (B)}
が成り立つような関数 {\displaystyle \mu :{\mathcal {F}}\to X} のことを言う。
ベクトル測度 {\displaystyle \mu } が可算加法的であるとは、{\displaystyle {\mathcal {F}}} 内の任意の互いに素な集合の列 {\displaystyle (A_{i})_{i=1}^{\infty }} でその合併が　{\displaystyle {\mathcal {F}}} に含まれるようなものに対して、
{\displaystyle \mu \left(\bigcup _{i=1}^{\infty }A_{i}\right)=\sum _{i=1}^{\infty }\mu (A_{i})}
が成り立つことを言う。但し、右辺の級数はバナッハ空間 {\displaystyle X} のノルムについて収束するものとする。
加法的ベクトル測度 {\displaystyle \mu } が可算加法的であるための必要十分条件は、上述のような任意の列 {\displaystyle (A_{i})_{i=1}^{\infty }} に対して
{\displaystyle \lim _{n\to \infty }\left\|\mu \left(\displaystyle \bigcup _{i=n}^{\infty }A_{i}\right)\right\|=0,\quad \quad \quad (*)}
が成り立つことである。ここで {\displaystyle \|\cdot \|} は {\displaystyle X} のノルムである。
σ-代数上で定義される可算加法的ベクトル測度は、測度や符号付測度、複素測度よりも一般的である。ただしそれらは、それぞれ拡大区間 {\displaystyle [0,\infty ]}、実数の集合、および複素数の集合上に値を取る可算加法的関数である。

## 例
区間 {\displaystyle [0,1]} およびその区間に含まれるすべてのルベーグ可測集合の族 {\displaystyle {\mathcal {F}}} から成る集合体を考える。そのような任意の集合 {\displaystyle A} に対して
{\displaystyle \mu (A)=\chi _{A}\,}
を定義する。ここで {\displaystyle \chi } は {\displaystyle A} の指示関数である。この {\displaystyle \mu } がどの空間に値を取るかによって、次の様な二つの異なる結果が生じる。
- {\displaystyle {\mathcal {F}}} から Lp 空間 {\displaystyle L^{\infty }([0,1])} への関数と見なされたとき、{\displaystyle \mu } は可算加法的ではないベクトル測度である。

- {\displaystyle {\mathcal {F}}} から Lp 空間 {\displaystyle L^{1}([0,1])} への関数と見なされたとき、{\displaystyle \mu } は可算加法的なベクトル測度である。

これらの陳述は、上述の条件 (*) から簡単に従う。

## ベクトル測度の変分
ベクトル測度 {\displaystyle \mu :{\mathcal {F}}\to X} に対し、その変分（variation）{\displaystyle |\mu |} は
{\displaystyle |\mu |(A)=\sup \sum _{i=1}^{n}\|\mu (A_{i})\|}
によって定義される。ここで右辺の上限は、{\displaystyle {\mathcal {F}}} 内のすべての {\displaystyle A} に対してその有限数の互いに素な集合へのすべての分割
{\displaystyle A=\bigcup _{i=1}^{n}A_{i}}
に対して取られる。また {\displaystyle \|\cdot \|} は {\displaystyle X} 上のノルムである。{\displaystyle \mu } の変分は {\displaystyle [0,\infty ]} に値を取る有限加法的関数である。{\displaystyle {\mathcal {F}}} 内の任意の {\displaystyle A} に対して
{\displaystyle \|\mu (A)\|\leq |\mu |(A)}
が成立する。{\displaystyle |\mu |(\Omega )} が有限であるなら、測度 {\displaystyle \mu } は有界変分（bounded variation）に属すると言われる。{\displaystyle \mu } が有界変分のベクトル測度であるなら、{\displaystyle \mu } が可算加法的であることと {\displaystyle |\mu |} が可算加法的であることは同値である。

## リャプノフの定理
ベクトル測度の理論におけるリャプノフの定理によれば、（非原子的な）ベクトル測度の値域は閉かつ凸である 。実際、非原子的なベクトル測度の値域はゾノイド（ゾノトープの収束列の極限であるような閉凸集合）である。この定理は、数理経済学や、ビッグバン制御理論、および統計理論において用いられる。リャプノフの定理は、その離散相似と見なされるシャープレー＝フォークマンの補題を用いることによって証明される

### 書籍
- Cohn, Donald L. (1997) [1980]. Measure theory (reprint ed.). Boston–Basel–Stuttgart: Birkhäuser Verlag. pp. IX+373. ISBN 3-7643-3003-1. Zbl 0436.28001
- Diestel, Joe; Uhl, (1977). Vector measures. Providence, R.I: American Mathematical Society. ISBN 0-8218-1515-6
- Kluvánek, I., Knowles, G, Vector Measures and Control Systems, North-Holland Mathematics Studies 20, Amsterdam, 1976.
- van Dulst, D. (2001), “Vector measures”, in Hazewinkel, Michiel, Encyclopedia of Mathematics, Springer, ISBN 978-1-55608-010-4